# Bastien und Bastienne
Bastien und Bastienne é uma das primeiras obras de Wolfgang Amadeus Mozart que a compôs aos 12 anos baseada na peça de Jean-Jacques Rousseau, Le Devin Du Village.
É um Singspiel em um ato com libreto de F. W. Weiskern, J. H. Müller e J. A. Schachtner, inspirado em M. Favarat e H. de Guerville.
Bem recebida pelo público, esta pequena peça impulsionou o jovem Mozart para seus trabalhos posteriores.

## Sinopse
O enredo trata das desventuras de Bastienne, uma jovem camponesa que perde seu amado, Bastien, para uma nobre dama. Desesperada, e almejando reconquistar seu grande amor, ela recorre à ajuda do Mago Colas. A trama se desenvolve em torno dos conselhos dados pelo feiticeiro, tanto para Bastienne como para Bastien.
A peça é de grande simplicidade, marcada por uma unidade melódica que se estabelece de maneira natural. Ao mesmo tempo já é possível identificar a caracterização de cada personagem, através dos recursos musicais. Uma obra cujo despojamento e concisão estão associados a uma grande fluência e dinamismo.

## Personagens
| Bastienne  | soprano |
| Bastien    | tenor   |
| Mago Colas | baixo   |

## Orquestração
- 1 cravo
- 1 fagote
- 2 flautas
- 2 oboés
- 2 trompas
- Instr. de cordas: violinos, violas, violoncelos e contrabaixos.

## Árias Famosas
- "Befraget mich ein zartes Kind" - Colas
- "Diggi, daggi, shurry, murry" - Colas
- "Er war mir sonst treu und ergeben" - Bastienne
- "Geh'! du sagst mir eine Fabel" - Bastien
- "Grossen Dank dir abzustatten" - Bastien
- "Ich geh' jetzt auf die Weide" - Bastienne
- "Mein liebster Freund" - Bastienne
- "Meiner Liebsten schöne Wangen" - Bastien
- "Wenn mein Bastien einst im Scherze" - Bastienne
- Würd'ich auch wie manche Buhlerinnen" - Bastienne

## Ligações Internas
- «Áudio da ópera Bastien und Bastienne disponível para download»